# ريجيس ريبيرو دي سوزا
ريجيس ريبيرو دي سوزا (3 يونيو 1989 في البرازيل - ) هو لاعب كرة قدم برازيلي في مركز الدفاع. لعب مع بوتافوغو ريغاتاس وجمعية بورتوغيزا الرياضية ونادي بونتي بريتا ونادي غوياس ونادي بايساندو ‏ وCentro de Futebol Zico de Brasília Sociedade Esportiva ‏ وGuaratinguetá Futebol ‏ ومارسيليو دياس البحري ‏ ونادي كابيفاريانو ونادي ساو بيرناردو وريد بول برازيل وLegião FC ‏.

## وصلات خارجية
- ريجيس ريبيرو دي سوزا على موقع قاعدة بيانات كرة القدم.إي يو (الإنجليزية)
- ريجيس ريبيرو دي سوزا على موقع Soccerway.com (الإنجليزية)